# سیارک ۲۲۹۱۹
سیارک ۲۲۹۱۹ (به انگلیسی: 22919 Shuwan، نامگذاری:1999TR91) بیست و دو هزار و نهصد و نوزدهمین سیارک کشف شده‌است که در ۲ اکتبر ۱۹۹۹ کشف شد.
قدر مطلق سیارک برابر ۱۲.۳ است.